# Ctenogobius saepepallens
Ctenogobius saepepallens és una espècie de peix de la família dels gòbids i de l'ordre dels perciformes.

## Morfologia
- Els mascles poden assolir 5 cm de longitud total.[3][4]

## Hàbitat
És un peix marí, de clima tropical i associat als esculls de corall que viu entre 0-40 m de fondària.

## Distribució geogràfica
Es troba a l'Atlàntic occidental central: des del sud de Florida i les Bahames fins a Sud-amèrica.

## Observacions
És inofensiu per als humans.